# Abdal Köprüsü
Abdal Köprüsü, auch Acemler Köprüsü, deutsch Abdal-Brücke, ist eine 1677 erbaute Steinbogenbrücke in Bursa, welche die Straße von der Stadt nach Mudanya über den Fluss Nilüfer führte und heute die Viertel Acemler und Hürriyet verbindet. Die Brücke wurde 1971 restauriert und ist heute für den Verkehr mit Fahrzeugen gesperrt. 
Die Brücke wurde im Auftrag des Händlers Abdal Çelebi gebaut, der ein Sufi-Schüler (Murid) Niyâzî-i Mısrîs war. Sie ist aus Sandstein gebaut und weist 12 Bögen auf. Vor der Restaurierung waren diese nur noch teilweise sichtbar, weil sie gegen das Brückenende mit Erde verfüllt waren. Die Brücke ist 70 m lang und 4,80 m breit. Sie besitzt eine steinerne Brüstung und auf der nördlichen Seite eine Inschrift in der Mitte. Diese stammt aus dem Jahr 1984, als die Brücke restauriert wurde. Die Inschrift nennt 1667 als Baujahr.

## Quelle
- Semavi Eyice in: İslâm Ansiklopedisi, Bd. 1, S. 63f.